# Escudo antitumulto
Um escudo antitumulto é um dispositivo de proteção leve, normalmente utilizado pela polícia e algumas organizações militares, embora também utilizado por manifestantes. Os escudos antitumulto são normalmente longos o suficiente para cobrir uma pessoa de tamanho médio, do topo da cabeça aos joelhos, embora modelos menores de uma mão também possam ser usados. Eles geralmente são destinados ao controle de tumultos, para proteger o usuário de ataques corpo a corpo com armas contundentes ou afiadas e também projéteis lançados (como pedras), ou armas não letais, como balas de borracha e canhões d'água. Eles também podem ser usados como armas brancas de curto alcance para repelir a força adversária. A maioria dos escudos antitumulto não oferece proteção balística; em vez disso, escudos balísticos são usados em situações em que se espera resistência fortemente armada.
Os escudos antitumulto são usados em quase todos os países com uma força policial padronizada e são produzidos por muitas empresas. As autoridades policiais costumam usá-los em conjunto com um cassetete. Os escudos antitumulto feitos para a aplicação da lei são normalmente produzidos em policarbonato transparente para permitir que o portador veja os objetos lançados. Os escudos antitumulto usados pelos manifestantes são muitas vezes produzidos com materiais improvisados, como madeira, sucata ou barris de plástico. Embora os escudos antitumulto sejam eficazes na proteção dos portadores e na prevenção de que os manifestantes ultrapassem as linhas policiais, a sua utilização pode, na verdade, encorajar as pessoas a atirarem objetos.

## História

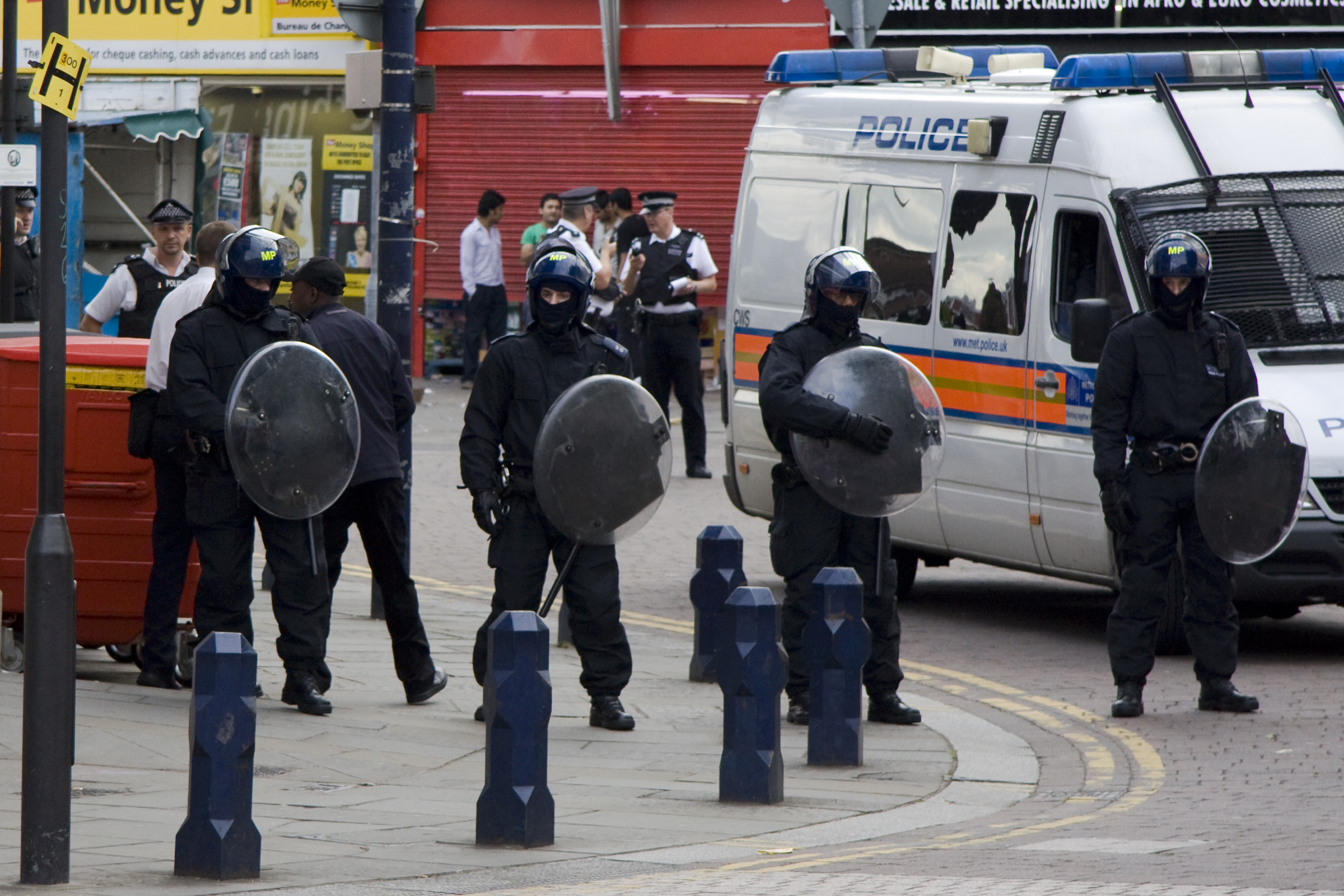
Oficiais da Polícia Metropolitana carregando escudos antitumulto redondos durante os tumultos de 2011 na Inglaterra

A Federação de Polícia da Inglaterra e País de Gales começou a fazer lobby para a introdução de escudos antitumulto após o tumulto do Carnaval de Notting Hill em 1976, durante o qual muitos policiais foram feridos com pedras, tijolos e garrafas atiradas. Na época, os escudos antitumulto já eram comuns na Irlanda do Norte e na Europa continental; As forças britânicas os implantaram durante a Emergência de Chipre na década de 1950, a polícia francesa os usou durante os tumultos de maio de 1968 e as forças britânicas os usavam na Irlanda do Norte desde pelo menos 1969. Os escudos antitumulto foram usados pela primeira vez na Inglaterra durante a Batalha de Lewisham em 1977. Embora o Serviço de Polícia Metropolitana os tenha projetado para serem apenas um item passivo e defensivo, a New Scientist relatou que "a produção dos escudos [em Lewisham] foi parte do que só pode ser descrito como uma operação extremamente agressiva". Muitos manifestantes foram deliberadamente atingidos pelos escudos. Um porta-voz da polícia afirmou que um policial que se sentisse ameaçado atacaria com tudo o que tivesse em mãos, acrescentando "Não vejo como você pode impedi-lo de usar o escudo antitumulto para atingir uma pessoa".
Durante os motins na República da Irlanda nas décadas de 1960 e 70, foi notada a falta de escudos antitumulto. O pessoal do exército que respondeu a um protesto em Curragh optou por usar baionetas para controle de multidões quando escudos antitumulto estavam disponíveis. Quando um tumulto em Lifford resultou em nove feridos pela Garda Síochána, foi relatado que não havia escudos antitumulto disponíveis. Quarenta e quatro militares compareceram a um tumulto em Monaghan com apenas cinco escudos antitumulto entre eles. Em resposta à escassez, 200 escudos antitumulto foram fabricados em Dublin em 1972.

## Projeto e tipos

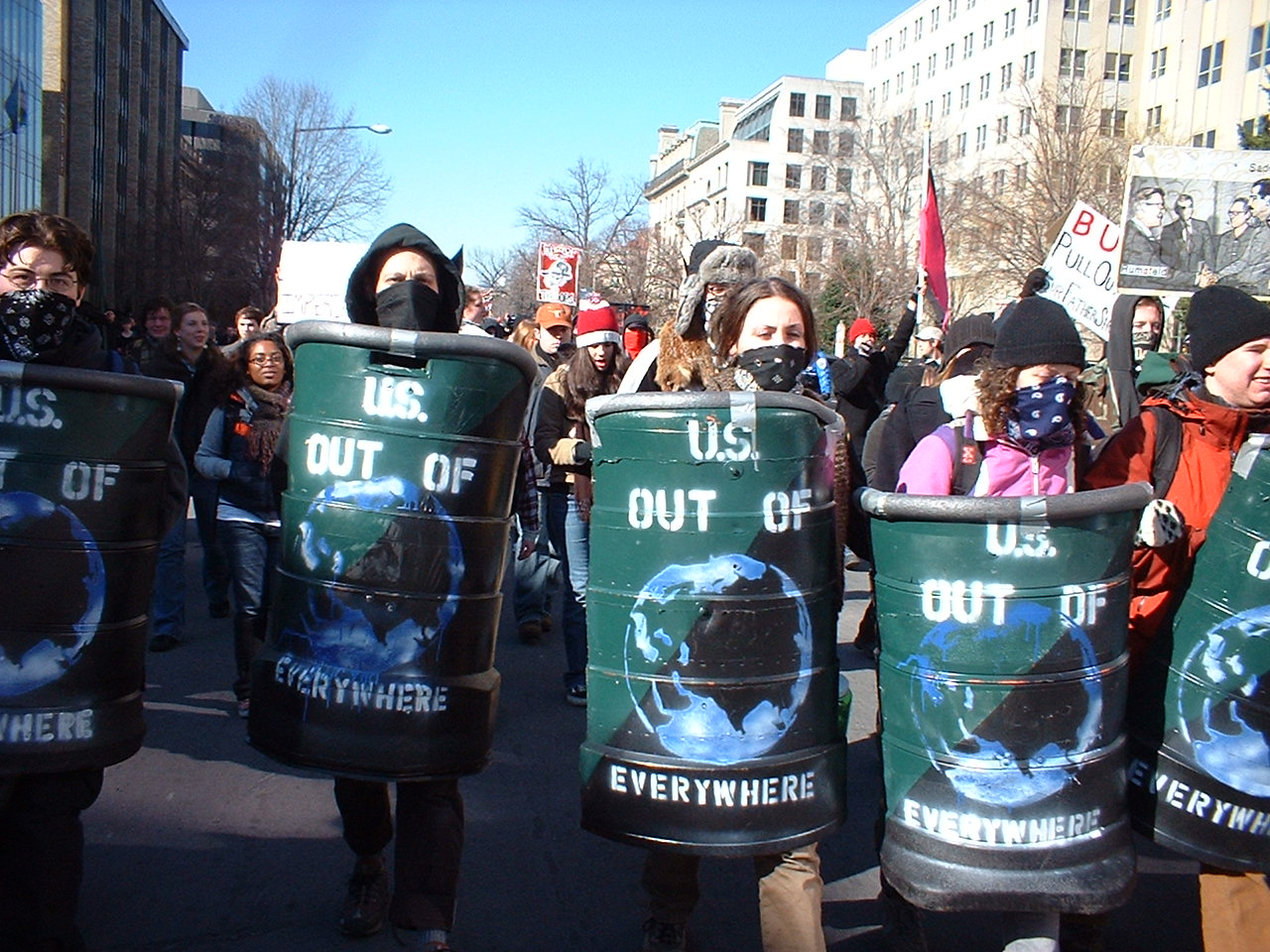
Manifestantes antiguerra em Washington, D.C., com escudos antitumulto improvisados

Os escudos antitumulto são normalmente feitos de policarbonato transparente com entre 4 e 6 milímetros de espessura. Os escudos são projetados para serem resistentes a estilhaços, embora normalmente não sejam resistentes à balística. Alguns escudos usados para combater os manifestantes oferecem uma forma de proteção balística contra munições de baixa velocidade disparadas de pistolas, revólveres ou escopetas. No entanto, os escudos balísticos são usados em situações em que se espera uma resistência fortemente armada.
Os escudos são normalmente redondos ou retangulares, com comprimentos entre 91–122 cm e larguras variadas. A maioria dos escudos antitumulto, quando utilizados corretamente, protegem o usuário do topo da cabeça até os joelhos. Os escudos normalmente são ligeiramente cilíndricos e têm alças feitas de metal ou plástico reforçado fixadas neles com cola ou ilhós. As alças são projetadas de forma que o portador do escudo possa segurá-las com o punho, e o escudo geralmente apresenta proteção adicional no ponto onde o antebraço repousa contra ele, bem como tiras de velcro para manter o antebraço no lugar. Um escudo pode ter um compartimento de armazenamento para um bastão ou arma não letal, e alguns podem ser projetados para serem interligados com um escudo em ambos os lados, de modo a formar uma parede de escudos mais eficaz. O tipo de escudo utilizado irá variar, dependendo da situação e do objetivo da missão e também dos orçamentos do departamento.
Escudos côncavos são projetados para prender e algemar manifestantes ou prisioneiros, e também existem escudos elétricos projetados para aplicar um choque elétrico não letal à pessoa com quem o escudo está em contato. Essas blindagens, que começaram a ser fabricadas na década de 1980, possuem tiras metálicas na parte externa do policarbonato. Um choque é aplicado através das tiras por meio de um botão na lateral segurado pelo portador. Escudos elétricos causaram várias mortes. Em 2011, a Raytheon registrou uma patente para um escudo acústico que emite "um som de baixa frequência que ressoa no trato respiratório, dificultando a respiração".
Os manifestantes também podem usar seus próprios escudos antitumulto improvisados, feitos de materiais como madeira, aglomerado ou sucata.